# Linnaemya rudebecki
Linnaemya rudebecki är en tvåvingeart som beskrevs av Verbeke 1970. Linnaemya rudebecki ingår i släktet Linnaemya och familjen parasitflugor. Inga underarter finns listade i Catalogue of Life.